# زمین‌لرزه ۱۳۹۲ سراوان

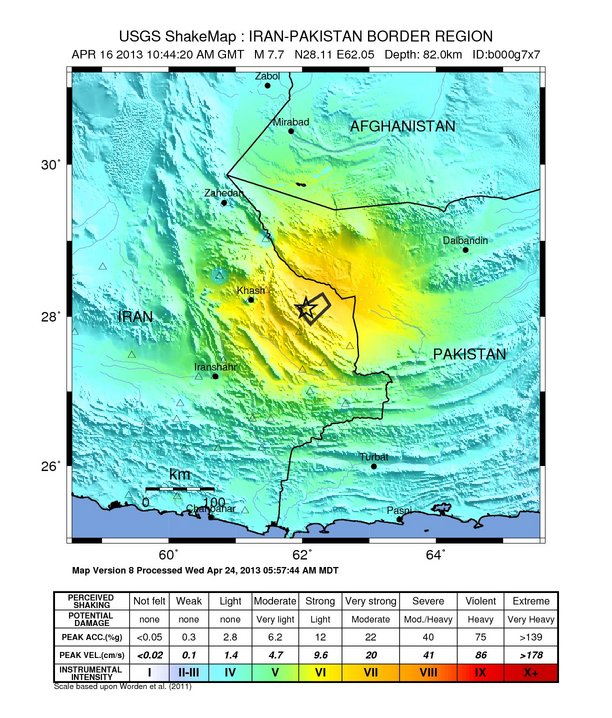
نقشه لرزه‌نگاری

زمین‌لرزهٔ سراوان یا گُشت در شهرستان سراوان، زمین‌لرزه‌ای (به بزرگی ۷٫۸ در مقیاس بزرگای گشتاوری بنا به گزارش سازمان زمین‌شناسی آمریکا، و ۷٫۵ در مقیاس بزرگای گشتاوری بنا به گزارش مرکز لرزه‌نگاری کشوری) بود که ساعت ۱۵ و ۱۴ دقیقه روز ۲۷ فروردین ۱۳۹۲، (در عمق ۸۲ کیلومتری زیر زمین بنا بر گزارش سازمان زمین‌شناسی آمریکا و عمق ۹۵ کیلومتری زیر زمین بنا بر گزارش مرکز لرزه‌نگاری کشوری) در نزدیکی شهر گُشت از توابع شهرستان سراوان در استان سیستان و بلوچستان رخ داد.
این زمین‌لرزه در شهرهای ابوظبی، دوبی، دوحه، دهلی نو، کراچی و کویته و بلوچستان پاکستان نیز احساس شده است.

این زمین‌لرزه در استان کرمان هم احساس شد و در پی آن این استان به حالت آماده‌باش درآمد.
همچنین این زلزله استان فارس، از جمله شیراز، استان هرمزگان و بخش‌هایی از استان خراسان جنوبی را نیز لرزاند.
معاون پژوهشگاه بین‌المللی زلزله‌شناسی و مهندسی زلزله این زلزله را بزرگ‌ترین زلزله ایران در ۵۰ سال گذشته عنوان کرد.
این زمین‌لرزه با زمین‌لرزهٔ ۱۳۵۷ طبس از نظر شدت بر مبنای ریشتر برابر بود که زمین‌لرزهٔ طبس در حدود ۲۵۰۰۰ کشته به جای گذاشت.

## اثرات اولیه
زمین‌لرزه در ۸۳ کیلومتری شهر خاش، در کنار مرز ایران و پاکستان روی داد و از دوحه، ابوظبی، منامه، دبی، ریاض، دهلی نو بسیار دور بود ولی در آن مکان‌ها هم احساس شد.
در خبرهای اولیه گزارش شد که تلفات آن ۱۰۰ کشته و زخمی در ایران است که ۴۰ نفر از آن‌ها کشته شده‌اند
اما خبرهای رسمی در ساعت ۱۷:۳۰ دقیقه به وقت محلی این خبر را تکذیب کردند و اعلام کردند تمام این افراد زخمی شده‌اند. اگر چه شدت این زلزله قوی تر از زمین لرزههای قبلی در ایران بود ولی با توجه به عمق و تراکم جمعیت در آن منطقه تعداد تلفات کم‌تر از دیگر زلزله‌ها بود، اگر چه تعداد تلفات در نزدیکی همان منطقه در پاکستان بیش تر از ایران بود به ۳۴ نفر کشته رسید.
پس از زمین لرزه تمام ارتباطات در منطقه قطع شد و نیروهای امداد جمعیت هلال احمر جمهوری اسلامی ایران به مکان اعزام شدند.
در هنگام زمین لرزه ساختمان‌ها در دهلی نو و شبه جزیره عربستان تخلیه شد و بسیاری از ساختمان‌ها در ایران و پاکستان تخریب شد.

## خسارت
ساعاتی پس از وقوع، در ابتدا راشاتودی به نقل از تلویزیون دولتی ایران تلفات این زمین‌لرزه را ۴۰ نفر و تعداد مجروحان را ۸۵۰ نفر گزارش کرد.
اما ساعات اولیه رسماً اعلام شد زمین‌لرزه در ایران کشته‌ای نداشته و تعدادی مجروح شدند.
در روز پس از آن، استاندار سیستان و بلوچستان اعلام کرد بر اثر زلزله و ریزش کوه در شهرستان‌های خاش و سراوان، یک نفر جان باخت و ۱۲ نفر نیز مجروح شدند. تنها قربانی این زلزله در ایران یک خانم بود که در دامنه کوه برای جمع‌آوری گیاه دارویی رفته بود و به علت افتادن تکه‌های سنگ کوه جان خود را از دست داد.
این زلزله در پاکستان ۳۴ نفر کشته و حدود ۱۰۵ مجروح بر جای گذاشت.